# Theゲームパワー
『Theゲームパワー』（ザ ゲームパワー）は、テレビ東京系列局ほかで放送されたテレビ東京・アルファ放送制作による共同製作のテレビゲーム情報番組（ゲーム番組）。テレビ東京系列局では1991年4月2日から1994年3月29日まで放送。

## 概要
『ファミっ子大集合』の後継番組で、この番組では4代目江戸家猫八（当時江戸家小猫）が司会を務めた。
当初は『ファミっ子大集合』と同様に、番組冒頭で各ソフトメーカーの担当者を紹介する際には「〜名人」と呼んでいたが、途中で「〜さん」に変わった。ただし、カルチャーブレーンの「ティーチャー溝添」（一時期使用、多くの期間においては「〜さん」付け）や、タイトーの「ソニックブラストマン」（タイトーの担当者が展示会用の着ぐるみを着て出演）などの例外もある。また、他にも登場回数はわずかだが、『テッカマンブレード』などの着ぐるみやコスプレに扮して登場する担当者も何人かいた。
多くの期間においては30分番組で、週に1回のペースで放送されていたが、1993年10月以降は放送曜日を月曜と火曜に2回に分け、それぞれ15分ずつ放送するようになった。この時期のみスタジオセットはリビング風で、「小猫の自宅にみんなが新作ゲームを持って遊びに来る」という設定になっていた。その関係から、番組冒頭でのメーカー担当者の紹介も「〜君」だった。
なお、小猫はこの番組以降、約10年半にわたってアルファ放送制作のゲーム番組シリーズの司会を務めることになる。

## 放送時間
1993年10月以降は30分の内容を15分ずつに分けて放送。岐阜放送などテレビ東京系列外のネット局では30分バージョンを放送した局もある。
- 毎週火曜 07:20 - 07:50 （1991年4月2日 - 1992年3月31日）[1]
- 毎週火曜 07:00 - 07:30 （1992年4月7日 - 1993年3月30日）[2]
- 毎週日曜 10:30 - 11:00 （1993年4月4日 - 9月26日）[3]
- 毎週月曜 - 火曜 07:10 - 07:25 （1993年10月4日 - 1994年3月29日）[4]

北陸放送
- 毎週日曜 6:00 - 6:30（1993年10月17日から放送）[5]

福井テレビ
- 毎週火曜 16:30 - 17:00（1994年4月12日まで）[6]

テレビ熊本
- 毎週土曜 6:45 - 7:15 （1993年10月9日 - 1994年4月2日）[7]

## 出演者

### 司会
- 江戸家小猫
- 須田みなみ
- 桂竹丸
- 林家いっ平
- 杉本理恵
- 磯辺莉英（乙女塾3期生→ベイキャニオンズ→Hipp's）
- 夏目奈美

### ナレーター
- 堀内賢雄
- 堀越真己

## エンディングテーマ曲
- 月の兎はKISSがお好き/杉本理恵

## スタッフ
- 構成：柏木照世
- 技術スタッフ：藤浦健次、松嶋賢一、有田好嗣、佐瀬博之、細井憲次、佐々木寛行
- 編集・MA：東京テレビセンター
- 選曲：ミューズサウンドクリエイション
- 美術：俳優座劇場
- メイク：西村ひとみ
- タイムキーパー：池田佳寿子
- 協力：浜町スタジオ
- ディレクター：田中三良
- プロデューサー：大野晴雄（テレビ東京）、井上眞紀代（アルファ放送制作）
- 製作著作：テレビ東京、アルファ放送制作